# Krzysztof Kozik
Krzysztof Damian Kozik (Tychy, 2 settembre 1978) è un ex calciatore polacco, di ruolo portiere.

## Carriera

### Club
Il 1º luglio 2011 si svincola dal Piast Gliwice.